# Der Bettelstudent
L'Étudiant pauvre
Personnages
- Colonel Ollendorf, gouverneur de Cracovie, basse
- Simon Rymanowicz, étudiant pauvre, ténor
- Jan Janicki, étudiant, ténor
- Palmatica, comtesse Nowalska, mezzo-soprano
- Laura Nowalska, fille de Palmatica, soprano
- Enterich, geôlier, baryton

Der Bettelstudent (L'Étudiant pauvre en français) est une opérette en trois actes de Carl Millöcker sur un livret de Richard Genée et F. Zell (pseudonyme de Camillo Walzel), créée le 6 décembre 1882 au Theater an der Wien à Vienne.
Considérée comme parmi les plus importantes opérettes viennoises, son succès met Millöcker à l'abri du besoin et lui permet d'abandonner son poste de chef d'orchestre au profit de la composition.

## Représentations
Basée sur la pièce Les Noces de Fernande de Victorien Sardou, elle connut un succès rapide étant reprise dès 1883 à New York, d'abord au Thalia Theatre en version originale puis au Casino Theatre de Broadway en version anglaise. L'année 1884 vit la première à l'Alhambra Theatre de Londres.
La première adaptation française, écrite par Alfred Hennequin et Albin Valabrègue, eut lieu le 10 janvier 1885 à Bruxelles, suivie le 18 janvier 1889 par une reprise au théâtre des Menus Plaisirs à Paris.

## Distribution de la création
| Rôles                                                     | Tessitures         | Créateurs (Theater an der Wien, 6 décembre 1882) |
| --------------------------------------------------------- | ------------------ | ------------------------------------------------ |
| Colonel Ollendorf, gouverneur de Cracovie                 | basse              | Felix Schweighofer                               |
| Simon Rymanowicz, étudiant pauvre                         | ténor              |                                                  |
| Jan Janicki, étudiant                                     | ténor              | Alexandre Girardi                                |
| Enterich, geôlier                                         | baryton            | Carl Adolf Friese                                |
| Piffke, garde                                             | ténor              |                                                  |
| Puffke, garde                                             | ténor              |                                                  |
| Richthofen                                                | ténor              |                                                  |
| Palmatica, comtesse Nowalska                              | mezzo-soprano      |                                                  |
| Laura Nowalska, fille de Palmatica                        | soprano            |                                                  |
| Bronislava, fille de Palmatica                            | soprano            |                                                  |
| Onuphrie, domestique de Palmatica                         | basse              |                                                  |
| Comte Bogumil Malachowski, cousin de Palmatica            | basse              |                                                  |
| Eva, épouse de Bogumil                                    | mezzo-soprano      |                                                  |
| Major von Wangenheim                                      | ténor              |                                                  |
| Lieutenant von Schweinitz                                 | basse              |                                                  |
| Capitaine Henrici                                         | basse              |                                                  |
| Prisonniers et leurs épouses, soldats, invités du mariage | Chœur              | Chœur                                            |
| Direction musicale                                        | Direction musicale | Carl Millöcker                                   |

## Argument
L'action se situe en 1704 à Cracovie sous le règne de Frédéric-Auguste Ier, prince de Saxe et roi de Pologne.

### Acte I

#### Premier tableau: la cour de la prison
Dans les cachots de la citadelle de Cracovie, de nombreux Polonais sont emprisonnés pour s'être opposés à la domination saxonne. Un groupe de femmes supplie le gardien Enterich de pouvoir rendre visite à leurs maris. Après avoir confisqué la nourriture et la boisson qu'elles ont apportées, Enterich laisse quelques prisonniers dans la cour avec leurs femmes. Les retrouvailles sont cependant brusquement interrompues quand le pompeux gouverneur, le colonel Ollendorf, arrive avec quelques officiers. Ollendorf bout de colère car, au bal de la veille, la comtesse polonaise Laura Nowalska l'a frappé au visage avec son éventail, devant tout le monde. Pourtant, il avait seulement embrassé la jolie jeune fille sur l'épaule. Maintenant, il veut se venger de cette offense. Ayant intercepté une lettre de la mère de Laura, la comtesse Palmatica, il sait qu'elle n'acceptera comme gendre qu'un prince polonais. Ollendorf envisage donc de ridiculiser la comtesse et sa fille aux yeux de la bonne société de Cracovie. Pour cela, il a besoin de deux prisonniers. L'un devra jouer le rôle d'un prince polonais, tandis que l'autre sera son secrétaire. Enterich lui amène deux amis étudiants, Simon Rymanowicz et Jan Janicki. Ollendorf leur promet la liberté et, récompense supplémentaire, de l'argent, s'ils tiennent le rôle auquel il a pensé. Tous les deux sont d'accord.

#### Deuxième tableau: une place de Cracovie
À l'occasion de la foire de printemps règne à Cracovie une vive animation. Même le colonel Ollendorf est là avec ses officiers. Par « hasard », le petit groupe rencontre la comtesse Nowalska et ses deux filles. Ollendorf entraîne les dames dans une conversation et fait remarquer incidemment qu'un prince polonais des plus aisés, nommé Wybicki, serait arrivé à Cracovie où il veut se trouver une épouse. Grâce à cela, le colonel éveille immédiatement la curiosité de la comtesse. Quelques minutes plus tard, il présente aux dames le prétendu prince et son secrétaire. Laura et Simon tombent amoureux dès le premier regard et la sœur de Laura, Bronislava, est attirée par Jan Janicki, bien qu'il ne soit pas noble. La comtesse s'imagine déjà belle-mère d'un riche prince avec l'aide de qui elle pourra assainir ses finances écornées. Comme bientôt les deux couples annoncent leurs fiançailles, la comtesse est au comble du bonheur.

### Acte II

#### Tableau: une salle du palais de la comtesse Nowalska
Aujourd'hui, un double mariage doit être célébré. Simon est tourmenté par sa conscience. Il aime sincèrement sa fiancée et s'inquiète de la meilleure façon de lui révéler la vérité. Il souhaiterait lui dire en face qu'il n'est qu'un étudiant pauvre, mais il n'ose pas. Finalement, il se résout à le lui avouer par écrit. Progressivement, arrivent les invités. Aucun de ceux qui possèdent un rang et un nom dans Cracovie ne veut manquer l'événement. Après la cérémonie nuptiale, plusieurs invités indésirables surviennent : Enterich s'avance accompagné de prisonniers en guenilles et, avec eux, félicitent le marié, un « étudiant pauvre ». Laura et sa mère s'indignent, le scandale est parfait. Simon, qui avait cru que son épouse savait qui il était, lui demande si elle n'a pas lu sa lettre. Alors Ollendorf avoue que celle-ci lui avait été remise et n'était jamais parvenue à sa destinataire. Tandis que le colonel se réjouit bassement de sa malignité, Enterich ramène les prisonniers au cachot. L'« étudiant pauvre » est chassé du palais.

### Acte III

#### Tableau: le jardin du château
Simon se sent libéré et aimerait partir bien loin, là où personne ne le connaît. Jan tente de le retenir car il a encore besoin de lui pour parachever son plan patriotique. Il lui révèle maintenant, sous le sceau du secret, sa véritable identité : il n'est pas un étudiant, mais le comte Opalinski. Sa mission secrète est de travailler à une conspiration contre les occupants saxons. Il ne lui manque plus que 200 000 Taler pour pouvoir corrompre le commandant italien de la citadelle de Cracovie. Contre cette somme, ce dernier inclinera à se ranger du côté des rebelles. Entretemps, il a été rapporté à Ollendorf qui est réellement Jan Janicki et quelles sont ses intentions. Le colonel a reçu l'ordre du roi de soudoyer Jan avec 200 000 Taler pour qu'il trahisse l'itinéraire du duc polonais Casimir, afin de pouvoir enfin arrêter ce chef des insurgés. Le faux étudiant feint d'accepter, encaisse la récompense et accuse son ami Simon d'être le duc. Simon est arrêté et emmené.
Dans l'intervalle, Laura s'est rendu compte qu'elle aimait vraiment Simon. Quand elle entend qu'il doit être exécuté, elle implore pour sa vie. Soudain des coups de canon résonnent. Il est dorénavant clair pour tous que la révolte des Polonais est réussie. La citadelle de Cracovie est à nouveau entre leurs mains. Ollendorf et ses officiers sont désarmés et faits prisonniers. En remerciement pour son patriotisme, Simon est anobli par le nouveau roi Stanislas Leszczynski et reçoit le titre de comte. Plus rien ne s'oppose maintenant à son union avec la comtesse polonaise. Même la sœur de Laura n'est pas oubliée. Elle aura bientôt le droit de se parer du titre de comtesse Opalinska.

## Numéros musicaux

### Acte I
- « Ach, unsre Lieben sperrte man ein »: Introduction (Chœur)
- « Und da soll man noch galant sein - Ach ich hab’ sie ja nur auf die Schulter geküsst » (Ollendorf)
- « Die Welt hat das genialste Streben »
- « Juchheißa, hurra! Die Messe beginnt »
- « Einkäufe machen sollten wir eigentlich »
- « Das ist der Fürst Wybicki »
- « Bravo! Bravo! Es geht ganz famos »
- « Ich knüpfte manche zarte Bande »
- « Du bist die Seine? - Höchste Lust und tiefstes Leid - Bei solchem Feste »

### Acte II
- « Einen Mann hat sie (hab' ich) gefunden »
- « Durch diesen Kuss sei unser Bund geweiht! »
- « Soll ich reden, darf ich schweigen? - Ich setz' den Fall »
- « Glückliche Braut! Dir strahlet hell das Leben »
- « Mit Geld and guten Worten »
- « Klinget, Feierglocken, klinget! »
- « Trinkt uns zu, trinkt uns zu »
- « Tempo di Mazur » (Tanz)
- « Heidahi, heidaha! Sind wer och nich invidiert... »
- « Ach, ich hab’ sie ja nur auf die Schulter geküsst »

### Acte III
- « Lumpen, Bagage, Bettelstudent! »
- « Der Fürst soll nur ein Bettler sein »
- « Ich hab' kein Geld, bin vogelfrei »
- « Still, man kommt! - Dort steht der Patron! »
- « Die halbe Stunde ist vorbei »
- « Jetzt lach' ich jeglicher Gefahr »
- « Befreit das Land! Geknüpft das Band! »

## Adaptations filmées
- En 1936, Georg Jacoby réalise une adaptation avec Johannes Heesters, Carola Höhn et Marika Rökk dans les rôles principaux sur des arrangements musicaux du compositeur Alois Melichar.
- En 1956, suit un autre film à gros budget sous le même titre, réalisé par Werner Jacobs sur un scénario de Fritz Böttger avec les acteurs Gerhard Riedmann, Waltraut Haas, Elma Karlowa, Gunther Philipp, Gustav Knuth, Karl Lieffen, Fita Benkhoff et la collaboration des Sœurs Kessler.

## Sources
- (en) Cet article est partiellement ou en totalité issu de l’article de Wikipédia en anglais intitulé « Der Bettelstudent » (voir la liste des auteurs).

- (de) Cet article est partiellement ou en totalité issu de l’article de Wikipédia en allemand intitulé « Der Bettlestudent » (voir la liste des auteurs).
- Karl Millöcker sur le site de l'Anao